# Lac de la Haute-Sûre (lac)
Pour l’article homonyme, voir Lac de la Haute-Sûre (commune).
Le Lac de la Haute-Sûre est un lac artificiel situé dans le nord du grand-duché de Luxembourg, dans la région Éislek. Il est le résultat de la construction d'un grand ouvrage hydraulique sur la Sûre : le barrage d'Esch-sur-Sûre.
Il a une surface de 380 ha et son volume de remplissage est de 59 100 000 m3.
À part sa fonction de fournir environ un tiers de l'eau potable du pays, (exploité par SEBES), c'est un site remarquable de loisirs (pêche, plages, sports nautiques, natation, la plongée, la planche à voile).
Par ailleurs, son barrage permet de fournir de l'énergie électrique et participe à la régulation de la Sûre en garantissant d'un côté un étiage régulier et en jouant de l'autre côté le rôle d'écrêteur.

## Description
Le lac se trouve au centre du parc Naturel de la Haute-Sûre et date de 1961. Les pentes au bord du lac sont souvent raides et descendent jusqu'aux rives du lac, ce qui donne au lac son caractère naturel et intact. Le lac comprend aussi de nombreuses plages, dont la plus connue s'étend le long des rives de Lultzhausen. 
Au bord du lac se trouvent des forêts avec de nombreuses pistes de randonnées  et ouvertes aux cyclistes. 
Il sert également de cadre au développement d’une offre touristique et de loisirs durables. Les bateaux à moteur y sont interdits, mais les bateaux solaires  y sont mis en place pour les visites guidées du lac. La réservation du bateau solaire est obligatoire.